# Адмайр (Канзас)
Адмайр (англ. Admire) — місто (англ. city) в США, в окрузі Лайон штату Канзас. Населення — 130 осіб (2020).

## Географія
Адмайр розташований за координатами 38°38′27″ пн. ш. 96°6′7″ зх. д. / 38.64083° пн. ш. 96.10194° зх. д. (38.640931, -96.102057).  За даними Бюро перепису населення США в 2010 році місто мало площу 0,86 км², уся площа — суходіл.

## Демографія
Згідно з переписом 2010 року, у місті мешкало 156 осіб у 60 домогосподарствах у складі 43 родин. Густота населення становила 181 особа/км².  Було 70 помешкань (81/км²).
Расовий склад населення:
| - 95,5 % — білих |

До двох чи більше рас належало 3,8 %. Частка іспаномовних становила 7,1 % від усіх жителів.
За віковим діапазоном населення розподілялося таким чином: 26,3 % — особи молодші 18 років, 57,7 % — особи у віці 18—64 років, 16,0 % — особи у віці 65 років та старші. Медіана віку мешканця становила 32,5 року. На 100 осіб жіночої статі у місті припадало 90,2 чоловіків;  на 100 жінок у віці від 18 років та старших — 88,5 чоловіків також старших 18 років.
Середній дохід на одне домашнє господарство  становив 37 920 доларів США (медіана — 36 750), а середній дохід на одну сім'ю — 47 113 долари (медіана — 41 875). За межею бідності перебувало 17,2 % осіб, у тому числі 40,7 % дітей у віці до 18 років та 0,0 % осіб у віці 65 років та старших.
Цивільне працевлаштоване населення становило 49 осіб. Основні галузі зайнятості: освіта, охорона здоров'я та соціальна допомога — 24,5 %, виробництво — 22,4 %, роздрібна торгівля — 14,3 %, інформація — 8,2 %.